# Boldog Martín Martínez Pascual
| Boldog Martín Martínez Pascual            | Boldog Martín Martínez Pascual                            |
| Kattints az alábbi külső linkek egyikére! | Kattints az alábbi külső linkek egyikére!                 |
| ----------------------------------------- | --------------------------------------------------------- |
| Nem található szabad kép.(?)              |                                                           |
| külső link · jogvédett                    | Boldog Martín Martínez Pascual kivégzése előtti percekben |

Boldog Martín Martínez Pascual (Valdealgorfa, 1910. november 11. – Teruel, 1936. augusztus 18.) boldoggá avatott római katolikus pap, a spanyol polgárháború vértanúja.

## Fiatalkora
Egyszerű, szerény körülmények között élő, mélyen vallásos családba született 1910. november 11-én. Apja ács volt. Már kora ifjúságában elnyerte a környezete rokonszenvét azzal, hogy jószívű és kedves gyermek volt, mindemellett élte a falusi gyermekek gondtalan életét. Mély hite már gyermekkorában megmutatkozott, sokat imádkozott és ministrált. 
Kortársai szerint már Martín gyermekkorában megmutatkozott annak a csírája, amilyenné érett felnőttként vált: szelíd, vidám, áldozatos és igazi vezető egyéniség volt.
Szülei azt szerették volna, ha a fiúból – a kor egyik legvonzóbb és anyagilag legbiztosabb pályáját választva – rendőr lesz, de ő a papságra készült. Szemináriumi tanulmányait a Zaragozához közel eső belchitei szemináriumban végezte el. Tanulmányaiban nem volt kiemelkedő, de népszerű személyiségként a többi kispap előtt példaként állt.
1934. november 4-én szubdiakónussá, 1935. február 10-én diakónussá szentelték. 1935. június 15-én szentelték pappá Tortosában. Első újmiséjét a szemináriumban mutatta be, majd ezt követően szülőfalujába, Valdealgorfa településre utazott, hogy ott második szentmiséjét celebrálja.

## Papi élete és vértanúsága
1935–1936 folyamán, P. Martín a murciai Szent József-szemináriumban volt lelki vezető és latintanár.
1936-ban már erősen éreztette hatását a spanyol polgárháború. 1936. június 26-án Tortosa településen vett részt lelkigyakorlaton (ezen az Egyházmegyei Papi Testvérület (Sacerdotes Operarios Diocesanos) 30 tagja is részt vett, később közülük 22 fő lett vértanú), majd szülőfalujában mutatott be szentmisét, mely az utolsó nyilvános szentmiséje lett.
A köztársaságpárti milicisták 1936. június 26-án érkeztek meg Valdealgorfa településre azzal a kifejezett szándékkal, hogy őt letartóztassák. Ekkor papi öltözékét letéve civil ruhában előbb szülei házában bújt meg, majd házról házra menekülve (közben sok helyen gyóntatva és áldoztatva) bujkált. Később a falun kívül egy barlangban talált menedékre, ahol húsz napig tartózkodott. Ezen időszak alatt szinte folyamatos imádsággal töltötte, tudatosan készülve a vértanúságra.
Augusztus 18-án a köztársasági bizottság rendeletet adott ki, amely előírta, hogy a település valamennyi papjának meg kell jelennie. Erről Martin távol maradt ezért apját letartóztatták, s kivégzéssel fenyegették még. A hír hamar eljutott P. Martínhoz, aki azonnal elindult a faluba. A visszaemlékezések szerint nem látszott rajta félelem, s folyamatosan vidám volt. Amikor az egyik milicista azt közölte vele, hogy sem neki, sem a rokonainak nem esik bántódása, közölte, hogy ő mindenkinek megbocsát, majd elköszönt rokonaitól, s biztosította a milicistákat, hogy nekik is meg fog bocsátani azért, mert megölik. Egyben közölte velük, hogy ő kicsoda, s hogy pap. Amíg a többi letartóztatottal együtt lehetett, megáldoztatta őket.
Rövid időn belül tehergépkocsin elszállították, hogy kivégezzék. Mielőtt a kivégzésre került volna sor, megkérdezték tőle, hogy kíván-e valamit mondani.  Erre ő csak nagyon szerényen azt mondta: „Semmit sem szeretnék, csak áldásomat adni rátok és kérem Istent, hogy ne rója fel nektek azt az őrültséget, amit el fogtok követni.” Ezt követően arra utasították, hogy forduljon el, hogy a hátát mutassa a kivégzőknek, mire a milicistákhoz fordult, és azt mondta nekik: „Szembenézve fogok meghalni, mert nem tettem semmi rosszat.” A lövések eldördülésekor azt kiáltotta: „Éljen Krisztus Király!”, majd átölelte nála is fiatalabb paptestvérét Martín Fustert, akinek első újmiséje óta alig telt el egy hónap.

## Emlékezete
Különösen azért maradt fenn emlékezete, mivel közvetlenül a kivégzése előtt fénykép készült róla, amelyen derűs, majdhogynem vidám arccal fogadta a halált. Tisztelete hamarosan elterjedt, majd az Egyházmegyei Papi Testvérület (Sacerdotes Operarios Diocesanos) kilenc tagjának mártírhalála, élükön Boldog Pedro Ruiz de los Pañosszal, elismerést nyert, Szent II. János Pál pápa 1995. október 1-jén, együtt más 20. századi spanyolországi mártírokkal boldoggá avatta őket.

## Bibliográfia
- José Luis Repetto: Todos los Santos. Santos y Beatos del Martirologio Romano, Madrid, Biblioteca de Atores Cristianos BAC, 2007 (spanyolul)
- Antonio Socci: Avventurieri dell'eterno, Rizzoli, 2015, ISBN 8817079057 (olaszul)